# Gertrud Grob-Prandl
Gertrud Grob Prandl (Viena, Austria; 11 de noviembre de 1917-Ibid., 16 de mayo de 1995) fue una soprano austriaca.

## Biografía
Se dedicó preferentemente al canto wagneriano: Isolda, Brünnhilde, Elisabeth, Kundry y como Ariadne y Elektra de Richard Strauss.

Cantó bajo la dirección de grandes conductores de la época como Víctor de Sabata, Clemens Krauss, Sir John Barbirolli con quien debutó en Covent Garden como Turandot en 1951.

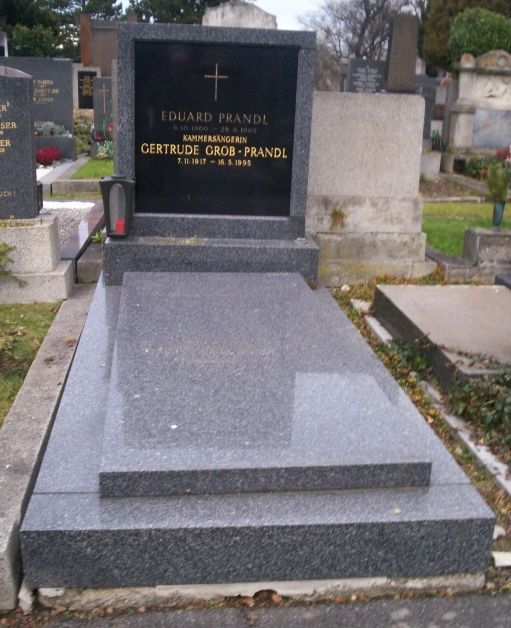
La tumba de Grob-Prandl

Fue muy popular en Italia y en 1950 causó sensación en el Teatro Colón de Buenos Aires como La Valquiria y Leonora de Fidelio dirigida por Karl Böhm; en 1953 fue Amelia y Brunilda en la Ópera de San Francisco. Entre 1951 y 1960, cantó con continuidad en el Gran Teatro del Liceo de Barcelona, representando siete papeles diferentes en 37 funciones.
Se retiró en 1972. Dejó muy pocas grabaciones.
Fue nombrada Kammersängerin de la Ópera Estatal de Viena.

## Discografía de referencia
- Wagner: Die Walküre / Denzler, Lucerna 1951
- Wagner: Tristan Und Isolde / De Sabata, Milán 1951
- Recital - Arias de Franz Schubert, Richard Wagner, Richard Strauss, Giacomo Meyerbeer, Carl Maria von Weber.